# USS Rendova (CVE-114)
USS Rendova (CVE-114) – lotniskowiec eskortowy typu Commencement Bay, który służył w United States Navy. 
Pierwotnie nosił nazwę Mosser Bay. Stępkę jednostki położono 15 czerwca 1944 roku w stoczni Todd-Pacific Shipyards. Zwodowano go 28 grudnia 1944 roku, wszedł do służby 22 października 1945 roku. Wycofany ze służby i umieszczony w rezerwie 27 stycznia 1950 roku. Przywrócony do służby 3 stycznia 1951 roku. Umieszczony „w służbie, w rezerwie” w 1953 roku. Wrócił do pełnej służby w 1954 roku jako lotniskowiec ZOP. 
Wycofany ze służby 30 czerwca 1955 roku. Umieszczony w rezerwie. Przeklasyfikowany 7 maja 1959 roku na transportowiec samolotów AKV-14. Skreślony z listy jednostek floty 1 kwietnia 1971 roku. Sprzedany na złom i zezłomowany w 1971 roku.